# Basel Adra

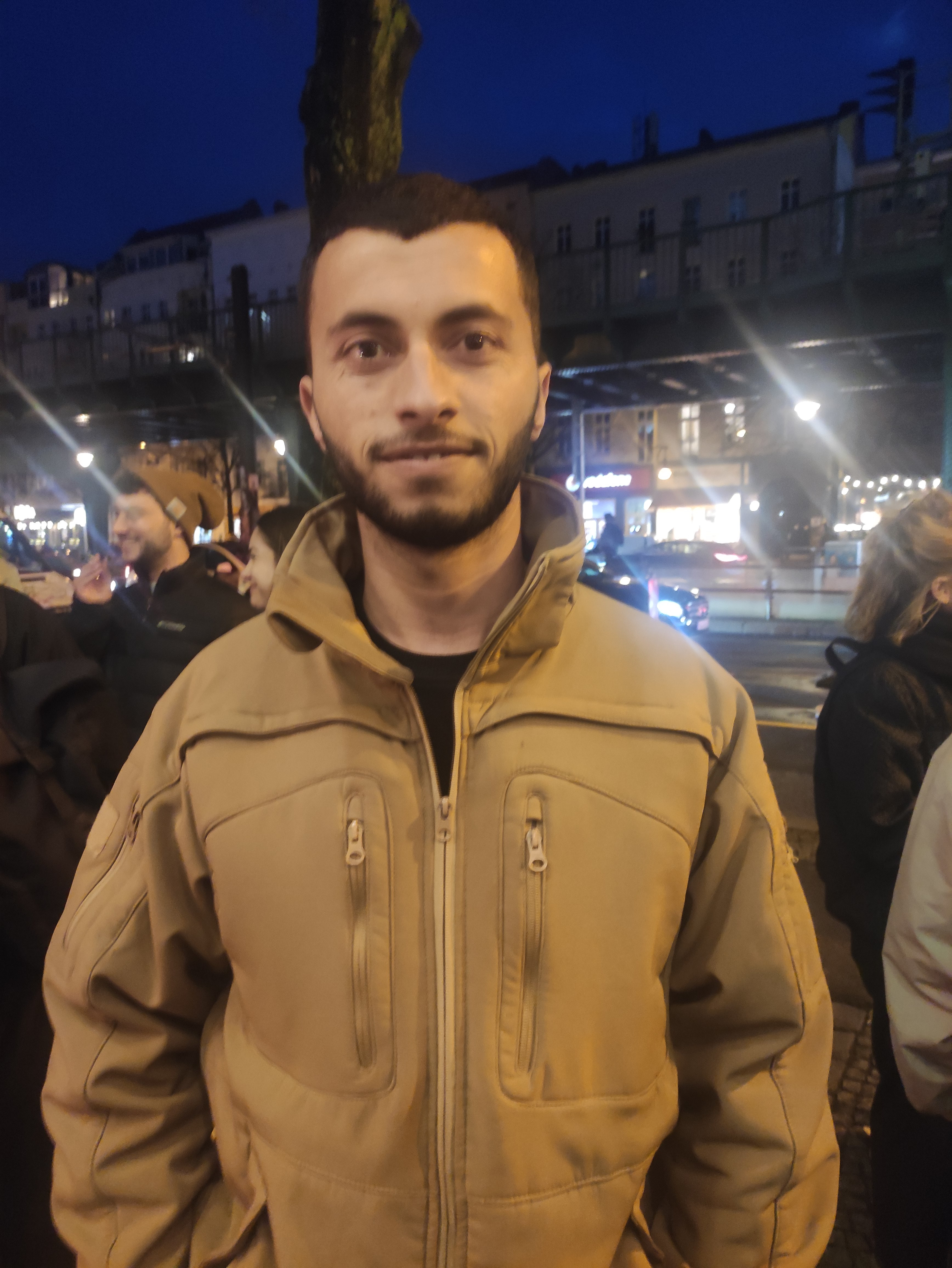
Basel Adra auf der Berlinale 2024.

Basel Adra (auch Basil und auch Al-Adra oder Al-Adraa, arabisch باسل عدرا, DMG Bāsil ʿAdrā oder باسل العدرا, DMG Bāsil al-ʿAdrā, geboren am 13. Juni 1996 in At-Tuwani, Gemeinde Hebron, Westjordanland, Palästina) ist ein palästinensischer Rechtsanwalt, Aktivist und Journalist. Er ist Co-Autor und Co-Regisseur des Dokumentarfilms No Other Land, der 2024 bei den 74. Internationalen Filmfestspielen Berlin zwei Preise und 2025 den Oscar jeweils für den besten Dokumentarfilm erhielt.

## Karriere und Aktivismus
Adra wurde in At-Tuwani, Gemeinde Hebron, im von Israel völkerrechtswidrig besetzten Westjordanland geboren und lebt in Masafer Yatta. Adra ist eigentlich Rechtsanwalt, schon als Kind erlebte er, wie sein Vater verhaftet wurde, weil er gegen israelische Räumungen protestierte.
Er ist Aktivist und ehrenamtlicher Fotograf für B'Tselem und arbeitet als Journalist für das +972 Magazine, einem Kollektiv israelischer und palästinensischer Journalisten auch aus den israelisch besetzten Gebiete Palästinas.
Im Jahr 2021 wurde er fälschlicherweise beschuldigt, ein Gebäude bei Hebron angezündet zu haben. Am 8. Mai 2022 wurde er von Soldaten der israelischen Armee (IDF) geschlagen, als er über die Zerstörung eines von ihm errichteten Gebäudes durch IDF-Soldaten berichtete.
Zwischen 2019 und 2023 arbeitete das vierköpfige israelisch-palästinensische Regiekollektiv aus Basel Adra, Hamdan Ballal, Yuval Abraham und Rachel Szor an dem Dokumentarfilm No Other Land. Auf den Internationalen Filmfestspielen Berlin 2024 wurde Adra als Co-Autor zusammen mit Yuval Abraham mit den Preisen „Bester Dokumentarfilm“ und „Panorama Publikums-Preis für Dokumentarfilme“ ausgezeichnet.

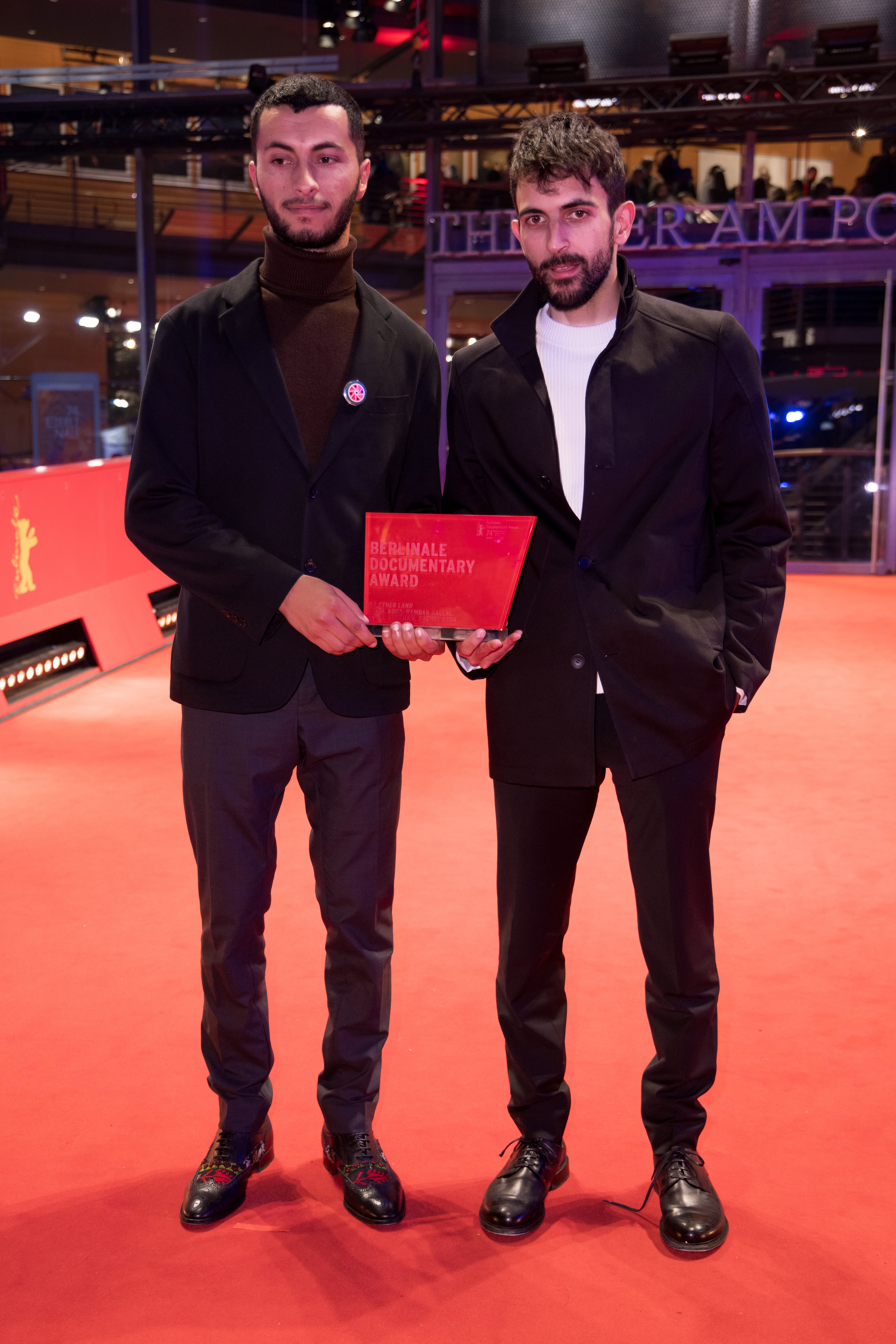
Basel Adra (li.) und Yuval Abraham mit dem Berlinale Dokumentarfilmpreis

In seiner Dankesrede in Berlin erklärte Adra, dass es für ihn schwierig sei, mit dem Preis zufrieden zu sein, „während gleichzeitig Zehntausende seines Volkes in Gaza von Israel massakriert werden und seine eigene Gemeinde Masafer Yatta von israelischen Bulldozern zerstört wird“. Adra forderte Deutschland auf, sich den Appellen der Vereinten Nationen anzuschließen und Israel keine Waffen mehr zur Verfügung zu stellen. Nach der Preisverleihung während der Berlinale kam es in Deutschland zu einer Antisemitismus-Kontroverse.
Kulturstaatsministerin Claudia Roth distanzierte sich von ihrem Applaus für die Auszeichnung des Films während der Preisverleihung und erklärte, ihr Applaus habe nur der Rede des jüdisch-israelischen Regisseurs Yuval Abraham gegolten und nicht der des palästinensischen Regisseurs Basel Adra, die gemeinsam auf der Bühne gestanden hatten. Für die Verwendung des Begriffs Apartheid wurde Abraham vom Berliner Kultursenator Joe Chialo des  Antisemitismus bezichtigt.
Im Dezember 2024 wurde No Other Land mit dem Europäischen Filmpreis ausgezeichnet.
Bei den Oscarverleihungen 2025 erhielt No Other Land den Oscar für den besten Dokumentarfilm.
Am 3. Februar 2025 wurde Adra von maskierten israelischen Siedler in Masafer Yatta angegriffen.
Am 24. März 2025, nachdem sein Freund und Co-Regisseur von No Other Land, Hamdan Ballal, ebenfalls von maskierten Siedlern angegriffen und verletzt wurde, sagte Adra: „Wir sind von der Oscar-Verleihung zurückgekommen, und seitdem gibt es jeden Tag einen Angriff auf uns. Das könnte ihre Rache an uns sein, weil wir den Film gemacht haben. Es fühlt sich wie eine Bestrafung an.“
Im Sommer 2025 wurde Adra Mitglied der Academy of Motion Picture Arts and Sciences.